# Bothriurus vittatus
Espèce
Synonymes
- Buthus vittatus Guérin-Méneville, 1838 nec Say 1821
- Brotheas angustus C. L. Koch, 1841
- Brotheas nigrocinctus C. L. Koch, 1842
- Brotheas erythrodactylus C. L. Koch, 1842
- Bothriurus alienicola Mello-Leitão, 1931
- Bothriurus wilhelmi Cekalovic, 1976

Bothriurus vittatus est une espèce de scorpions de la famille des Bothriuridae.

## Distribution
Cette espèce est endémique du Chili. Elle se rencontre dans les régions de Ñuble, du Biobío et d'Araucanie.

## Description
Les mâles mesurent de 27,13 à 41,65 mm et les femelles jusqu'à 48,33 mm.

## Publication originale
- Guerin-Meneville, 1838 : Arachnides. Voyage autour du monde, exécuté par ordre du Roi, sur la corvette la Coquille, pendant les années 1822, 1823, 1824 et 1825 par L.I. Duperrey. Lesson R.P. ed., Zoologie, vol. 2, no 2, p. 47-50 (texte intégral).